# SheepShaver
 (juillet 2018).
Si vous disposez d'ouvrages ou d'articles de référence ou si vous connaissez des sites web de qualité traitant du thème abordé ici, merci de compléter l'article en donnant les références utiles à sa vérifiabilité et en les liant à la section « Notes et références ».

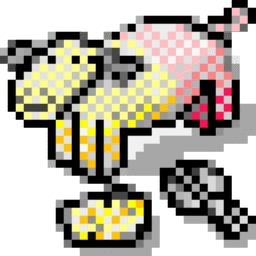
Icône du logiciel SheepShaver

SheepShaver est un logiciel libre développé à l'origine pour les systèmes BeOS et Linux. Son nom signifie « tondeur de mouton », mais est à l'origine un jeu de mots avec ShapeShifter, un ancien émulateur pour Macintosh II. Le projet a été initié par Christian Bauer mais est aujourd'hui continué par Gwenolé Beauchesne.
En 1998, le logiciel était commercial, mais après la fin de BeOS, le projet est devenu open source en 2002. Il peut fonctionner sur des plateformes à architecture x86 ou PowerPC mais reste plus rapide sur ces dernières. En effet, la conversion des instructions matérielles ralentit son fonctionnement sur des plateformes x86.
Il a été porté pour Microsoft Windows et Mac OS X après sa mise en open source.
Il est capable de faire fonctionner les versions de MacOS 7.5.2 jusqu'à 9.0.4, mais demande une ROM NewWorld de machine Apple PowerPC pour les versions supérieures à 8.1. Il est aussi capable de faire fonctionner une application en mode fenêtré.
De plus, cet émulateur supporte les protocoles réseau (Ethernet...) et le son, en qualité CD. Il ne peut pas faire fonctionner Mac OS X, mais PearPC le peut.